# Championnats d'Europe de judo 1989
Navigation
Édition précédente Édition suivante
L'édition 1989 des championnats d'Europe de judo s'est déroulée à Helsinki, en Finlande, qui a accueilli pour la première fois l'événement. Les seize épreuves individuelles ont eu lieu du 10 au 14 mai 1989. Cinq fois titrée et onze fois médaillée, la France a dominé la compétition devant l'Union soviétique tandis que le pays hôte a enlevé trois titres. 

Pour ce qui est des deux épreuves par équipes (masculine et féminine), elles ont eu lieu à Vienne, en Autriche, les 28 et 29 octobre de la même année (voir article connexe).

## Podiums

### Femmes
| Épreuves                          | Or                             | Argent                                   | Bronze                                                    |
| --------------------------------- | ------------------------------ | ---------------------------------------- | --------------------------------------------------------- |
| Moins de 48 kg Poids super-légers | Cécile Nowak France            | Karen Briggs Royaume-Uni                 | Małgorzata Roszkowska Pologne Marjo Vilhola Finlande      |
| Moins de 52 kg Poids mi-légers    | Jaana Ronkainen Finlande       | Dominique Maaoui-Brun France             | Joanna Majdan Pologne Sharon Rendle Royaume-Uni           |
| Moins de 56 kg Poids légers       | Catherine Arnaud France        | Maria Gontowicz-Szałas Pologne           | Jenny Gal Pays-Bas Miriam Blasco Espagne                  |
| Moins de 61 kg Poids mi-moyens    | Catherine Fleury-Vachon France | Lenka Sindlerova Tchécoslovaquie         | Diane Bell Royaume-Uni Yael Arad Israël                   |
| Moins de 66 kg Poids moyens       | Emanuela Pierantozzi Italie    | Alexandra Schreiber Allemagne de l'Ouest | Ulla Werbrouck Belgique Claire Lecat France               |
| Moins de 72 kg Poids mi-lourds    | Ingrid Berghmans Belgique      | Elisabeth Karlsson Suède                 | Marion van Dorssen Pays-Bas Aline Batailler France        |
| Plus de 72 kg Poids lourds        | Angelique Seriese Pays-Bas     | Anne Åkerblom Finlande                   | Beata Maksymow Pologne Natalina Lupino France             |
| Toutes catégories                 | Angelique Seriese Pays-Bas     | Beata Maksymow Pologne                   | Elena Guschina Union soviétique Ingrid Berghmans Belgique |

### Hommes
| Épreuves                          | Or                                   | Argent                             | Bronze                                                           |
| --------------------------------- | ------------------------------------ | ---------------------------------- | ---------------------------------------------------------------- |
| Moins de 60 kg Poids super-légers | Amiran Totikashvili Union soviétique | Peter Sedivak Tchécoslovaquie      | Philippe Pradayrol France Carlos Sotillo Espagne                 |
| Moins de 65 kg Poids mi-légers    | Bruno Carabetta France               | Sergey Kosmynin Union soviétique   | József Csák Hongrie Pavel Petrikov Tchécoslovaquie               |
| Moins de 71 kg Poids légers       | Jorma Korhonen Finlande              | Bertalan Hajtós Hongrie            | Marc Alexandre France Georgy Tenadze Union soviétique            |
| Moins de 78 kg Poids mi-moyens    | Bashir Varaev Union soviétique       | Frank Wieneke Allemagne de l'Ouest | Anthonie Wurth Pays-Bas Zsolt Zsoldos Hongrie                    |
| Moins de 86 kg Poids moyens       | Fabien Canu France                   | Vitaly Budyukin Union soviétique   | Giorgio Vismara Italie Axel Lobenstein Allemagne de l'Est        |
| Moins de 95 kg Poids mi-lourds    | Koba Kurtanidze Union soviétique     | Jirí Sosna Tchécoslovaquie         | Theo Meijer Pays-Bas Marc Meiling Allemagne de l'Ouest           |
| Plus de 95 kg Poids lourds        | Rafał Kubacki Pologne                | Thomas Mueller Allemagne de l'Est  | Hans Buiting Pays-Bas Grigory Verichev Union soviétique          |
| Toutes catégories                 | Juha Salonen Finlande                | Frank Möller Allemagne de l'Est    | Harry Van Barneveld Belgique Sergueï Kossorotov Union soviétique |

## Tableau des médailles
| Rang | Nation               | Or | Argent | Bronze | Total |
| ---- | -------------------- | -- | ------ | ------ | ----- |
| 1    | France               | 5  | 1      | 5      | 11    |
| 2    | Union soviétique     | 3  | 2      | 4      | 9     |
| 3    | Finlande             | 3  | 1      | 1      | 5     |
| 4    | Pays-Bas             | 2  | 0      | 5      | 7     |
| 5    | Pologne              | 1  | 2      | 3      | 6     |
| 6    | Belgique             | 1  | 0      | 3      | 4     |
| 7    | Italie               | 1  | 0      | 1      | 2     |
| 8    | Tchécoslovaquie      | 0  | 3      | 1      | 4     |
| 9    | Allemagne de l'Est   | 0  | 2      | 1      | 3     |
| 9    | Allemagne de l'Ouest | 0  | 2      | 1      | 3     |
| 11   | Royaume-Uni          | 0  | 1      | 2      | 3     |
| 11   | Hongrie              | 0  | 1      | 2      | 3     |
| 13   | Suède                | 0  | 1      | 0      | 1     |
| 14   | Espagne              | 0  | 0      | 2      | 2     |
| 15   | Israël               | 0  | 0      | 1      | 1     |
|      |                      | 16 | 16     | 32     | 64    |

## Sources
- Podiums complets sur le site JudoInside.com.

- Podiums complets sur le site alljudo.net.

- Podiums complets sur le site Les-Sports.info.